# Ludwig Sesta
Ludwig Sesta (Geysa Ludwig Geza Sesztak, * 14. Mai 1900 in Simmering bei Wien; † 29. Februar 1976 in Wien) war ein österreichischer Ringer. Er wurde 1925 Vize-Europameister im griechisch-römischen Stil im Leichtgewicht und war 1924 Olympiateilnehmer in Paris.

## Werdegang
Ludwig Sesta stammte aus einer ungarisch-kroatischen Familie, die in Simmering eine Gastwirtschaft betrieb, wo er auch aufwuchs. Als Jugendlicher begann er beim Simmeringer AC (Athleten-Club) "Herkules" mit dem Ringen. Damals wurde in Österreich im Amateurbereich ausschließlich im griechisch-römischen Stil gerungen. Sein sechs Jahre jüngerer Bruder Karl Sesta war österreichischer und deutscher Fußball-Nationalspieler und betätigte sich auch erfolgreich als Ringer.
Seine ersten Erfolge auf der Ringermatte erzielte Ludwig Sesta 1921, als er Wiener Meister im Leichtgewicht und 2. österreichischer Meister im Mittelgewicht wurde. 1922 hielt er sich kurzzeitig in Kroatien auf und wurde, für "Croatia" Zagreb startend, kroatischer Meister im Mittelgewicht. 1923 wurde er erstmals österreichischer Meister im Leichtgewicht. Diesen Titel gewann er im Laufe seiner Karriere noch mehrmals. Im gleichen Jahr vertrat er im Juni in Budapest die österreichischen Farben in einem Länderkampf gegen Ungarn. Er musste dabei gegen Lajos Keresztes eine Punktniederlage einstecken. Im November des gleichen Jahres wurde er in einem weiteren Länderkampf gegen Ungarn in Wien Schultersieger über Mihály Matura.
1924 qualifizierte sich Ludwig Sesta für die Teilnahme an den Olympischen Spielen in Paris. Er startete dort im Leichtgewicht. In seinem ersten Kampf verlor er gegen Mihály Matura aus Ungarn, dann siegte er über Engelbert Mollin aus Belgien und P. Parisel, Frankreich, schied aber nach einer weiteren Niederlage gegen Arne Gaupseth aus Norwegen aus und belegte den 9. Platz. Im Juli 1924 rang Ludwig Sesta bei einem Vergleichskampf in Wien gegen den deutschen Meister Sürth aus Köln zweimal unentschieden.
1925 wurden in Mailand Europameisterschaften ausgetragen. Ludwig Sesta war dort wieder im Leichtgewicht am Start. Er besiegte in Mailand G. Metayer, Frankreich und Antonio Selmi, verlor dann gegen den Olympiazweiten von 1924 Lajos Keresztes aus Ungarn und besiegte in seinem letzten Kampf den finnischen Olympiasieger von 1924 Oskari Friman. Er wurde damit Vize-Europameister. Im Oktober 1925 besiegte Ludwig Sesta in Wien in einem Länderkampf gegen Ungarn Mihály Matura zweimal nach Punkten.
Zur Europameisterschaft 1926 in Riga entsandte Österreich aus wirtschaftlichen Gründen keine Ringer. Ludwig Sesta war aber bei der Europameisterschaft 1927 in Budapest wieder am Start. Er hatte dort aber großes Lospech, denn er traf in seinen Kämpfen zunächst auf Lajos Keresztes und dann auf Osvald Käpp aus Estland. Gegen beide verlor er, womit er ausschied und nur den 10. Platz belegte. Bei der österreichischen Meisterschaft 1927 wich er in das Halbschwergewicht aus und gewann auch in dieser Gewichtsklasse den Titel.
Für die Olympischen Spiele 1928 in Amsterdam wurde er nicht nominiert und auch bei den Europameisterschaften 1929 und 1930 war er nicht am Start. Dabei war er wieder im Jahre 1931 bei der Europameisterschaft in Prag. Er rang dort im Weltergewicht und besiegte in seinem ersten Kampf Walter Massop aus den Niederlanden. Danach verlor er gegen den Schweden Gunnar Glans, besiegte aber in seinem dritten Kampf Ercole Gallegatti aus Italien. Er schied aber trotzdem aus, weil er 5 Fehlerpunkte erreicht hatte. Er kam schließlich auf den 4. Platz.
Danach nahm Ludwig Sesta an keinen internationalen Meisterschaften mehr teil.
Er konzentrierte sich auf seinen Beruf als Ton-Ingenieur beim Österreichischen Rundfunk.
1953 und 1954 tauchte er ganz überraschend als Berufsringer (Catcher) auf. Er bestritt in diesem Metier, in dem er sich eines Pseudonyms bediente, 55 Kämpfe ohne durchschlagenden Erfolg.

## Internationale Erfolge
| Jahr | Platz | Wettbewerb                         | Gewichtsklasse | Ergebnisse |
| 1922 | 1.    | Kroatische Meisterschaft in Zagreb | Mittel         | |
| 1923 | 4.    | Messe-Championat in Wien           | Leicht         | hinter Viktor Fischer, Österreich, Hermann Baruch, Deutschland und Mihály Matura, Ungarn                                                                       |
| 1924 | 9.    | OS in Paris                        | Leicht         | nach einer Niederlage gegen Mihaly Matura, Siegen über Engelbert Mollin, Belgien und P. Parisel, Frankreich und einer Niederlage gegen Arne Gaupseth, Norwegen |
| 1924 | 2.    | Intern. Turnier in Budapest        | Leicht         | hinter Antal Fekete |
| 1925 | 2.    | Intern. Turnier in Budapest        | Leicht         | hinter Julius Szolymossi, Ungarn, vor Beranek, Tschechoslowakei                                                                                                |
| 1925 | 2.    | EM in Mailand                      | Leicht         | nach Siegen über G. Metayer, Frankreich und Antonio Selmi, Italien, einer Niederlage gegen Lajos Keresztes, Ungarn und einem Sieg über Oskari Friman, Finnland |
| 1926 | 2.    | Intern. Turnier in Budapest        | Leicht         | hinter Antal Fekete, vor Jenö Nemeth, beide Ungarn |
| 1926 | 1.    | Intern. Turnier in Kaschau         | Leicht         | vor Jenö Nemeth u. Szabo, beide Ungarn |
| 1926 | 3.    | Deutsche Kampfspiele in Köln       | Leicht         | hinter Hermann Braun, Oftersheim und Oskar Dietz, Weingarten                                                                                                   |
| 1927 | 10.   | EM in Budapest                     | Leicht         | nach Niederlagen gegen Lajos Keresztes und Osvald Käpp, Estland                                                                                                |
| 1931 | 4.    | EM in Prag                         | Welter         | nach einem Sieg über Walter Massop, Niederlande, einer Niederlage gegen Gunnar Glans, Schweden und einem Sieg über Ercole Gallegatti, Italien                  |

## Nationale Titelkämpfe bzw. Turniere
| Jahr | Platz | Wettbewerb                      | Gewichtsklasse | Ergebnisse                                                                  |
| 1920 | 2.    | Wiener Meisterschaft            | Leicht         | hinter A. Mrosek, Polizei SV Wien                                           |
| 1921 | 2.    | Österr. Meisterschaft           | Mittel         | hinter Peter Stockbauer, Germania Wien und vor Otto Grylka, Polizei SV Wien |
| 1921 | 1.    | Wiener Meisterschaft            | Leicht         | vor Sebestyen, Hakoah Wien und Hamisch, Austria Grandhotel Wien             |
| 1923 | 1.    | Österr. Meisterschaft           | Leicht         | vor S. Bergmann, Hakoah Wien und Schicker, Währinger AC Wien                |
| 1924 | 1.    | Wiener Meisterschaft            | Mittel         | vor Otto Grylka und S. Bergmann                                             |
| 1924 | 1.    | Olympia-Qualif.-Turnier in Wien | Leicht         | vor S. Bergmann                                                             |
| 1925 | 2.    | Österr. Meisterschaft           | Mittel         | hinter Viktor Fischer, Wiener SK                                            |
| 1927 | 2.    | Wiener Meisterschaft            | Mittel         | hinter Franz Oppolzer, Simmeringer AC Wien                                  |
| 1927 | 1.    | Österr. Meisterschaft           | Halbschwer     | vor Hans Moser, Wiener-Neustadt und M. Schaubmayer, Linz                    |
| 1929 | 1.    | Österr. Meisterschaft           | Welter         | vor A. Schmidt, Polizei SV Linz und Hans Stiedl, Simmeringer AC Wien        |
| 1930 | 1.    | Österr. Meisterschaft           | Welter         | vor Foidl, Tiroler AC Innsbruck und Georg Mäder, Austria Grandhotel Wien    |
| 1931 | 2.    | Österr. Meisterschaft           | Welter         | hinter Georg Mäder, Austria Grandhotel Wien                                 |
| 1932 | 2.    | Österr. Meisterschaft           | Mittel         | hinter Otto Grylka, Polizei SV Wien                                         |
| 1933 | 2.    | Österr. Meisterschaft           | Mittel         | hinter Hans Pointner, Austria Grandhotel Wien                               |

Erläuterungen
- alle Wettkämpfe im griechisch-römischen Stil
- OS = Olympische Spiele, EM = Europameisterschaft
- Leichtgewicht, bis 1929 bis 67,5 kg, ab 1930 bis 66 kg, Weltergewicht (erst 1929 eingeführt), bis 73 kg, Mittelgewicht, bis 1929 bis 75 kg, ab 1930 bis 79 kg, Halbschwergewicht, bis 1929 bis 82 kg, ab 1930 bis 87 kg Körpergewicht